# 路德公寓
36°03′53.8″N 120°19′04.3″E / 36.064944°N 120.317861°E
路德公寓为青岛德占时期的一处公寓式旅馆，其旧址位于今中国山东省青岛市市南区德县路4号，建于1905-1906年，建筑师罗克格设计，现为全国重点文物保护单位青岛德国建筑群的一部分。

## 历史

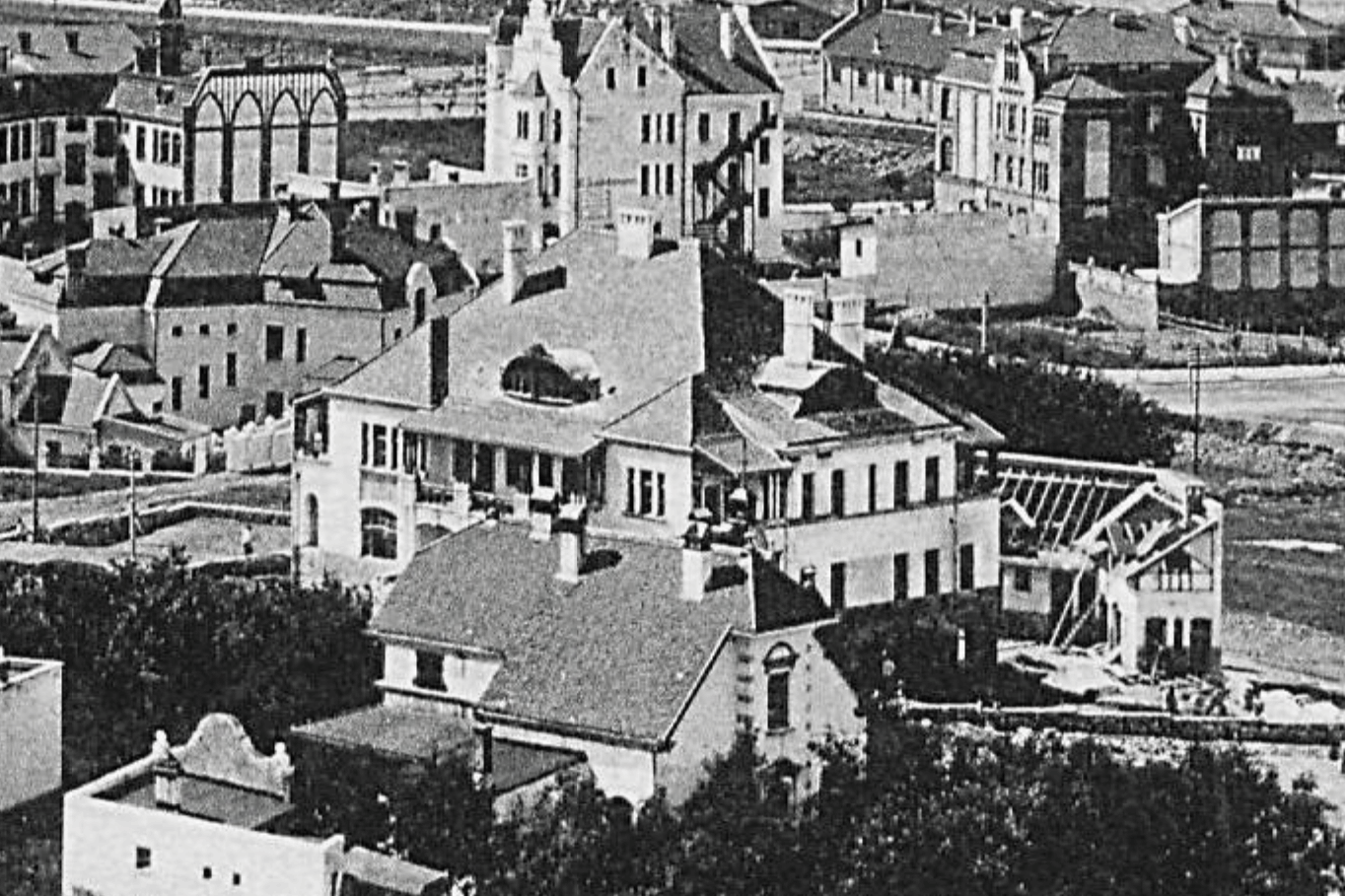
即将竣工的路德公寓，1906年9月

路德公寓（德語：Pension Luther）为德国人海伦·路德（Helene Luther）开设的一处公寓式旅馆，中文名为“禄宾馆”，最初位于（Irenestraße，今湖南路）。1905-1906年，路德在霍亨洛厄路（Hohenloheweg，今德县路）建设了新的公寓楼，由德国建筑师罗克格（Curt Rothkegel）设计。《青岛新报》报导了路德公寓的建成。
据1906年版《青岛及近郊指南》（Führer durch Tsingtau und Umgebung）记载，路德公寓每人每天住宿费4银圆（仅提供早餐）或6银圆（提供三餐），全家居住及长期居住可优惠。1910年11月18日出版的《德文新报》曾刊载天津一家英国公司老板的青岛旅行实录，文章记叙了他对路德公寓的印象：“我们在港口向一家公寓订了房间。幸运的是我们在路德公寓拿到了房间。我们在那儿度过了非常愉快的时光。这座德国风格的宽敞公寓堪称一流，具有舒适的现代化设备，价格也很适中。公寓女主人和蔼可亲，对待英国客人殷勤周到。”
1922年12月北洋政府收回青岛后，路德公寓旧址曾为胶澳商埠工程事务所办公楼。1928年春，胶济铁路青岛中学迁至此处，将该楼作为初中部校舍，1930年春迁至国立青岛大学校舍（即俾斯麦兵营旧址）。1930年代，日本医生若槻宽隆曾在此开设若槻医院。1945年后改为青岛市教育局办公楼，1949年后改为青岛市卫生局，直至1990年代市卫生局迁出。此后至2010年代末曾先后为青岛市车辆购置附加费征收管理办公室、青岛市国家税务局车辆购置税征收管理分局所在地，现为国家税务总局青岛市税务局第二稽查局办公地址。
2000年，该建筑列入青岛市第一批历史优秀建筑。2006年5月25日，该建筑列入第六批全国重点文物保护单位青岛德国建筑群扩展名单中。2014年夏至2015年，该楼曾由青岛五环房屋装潢工程公司翻修。

## 建筑特色

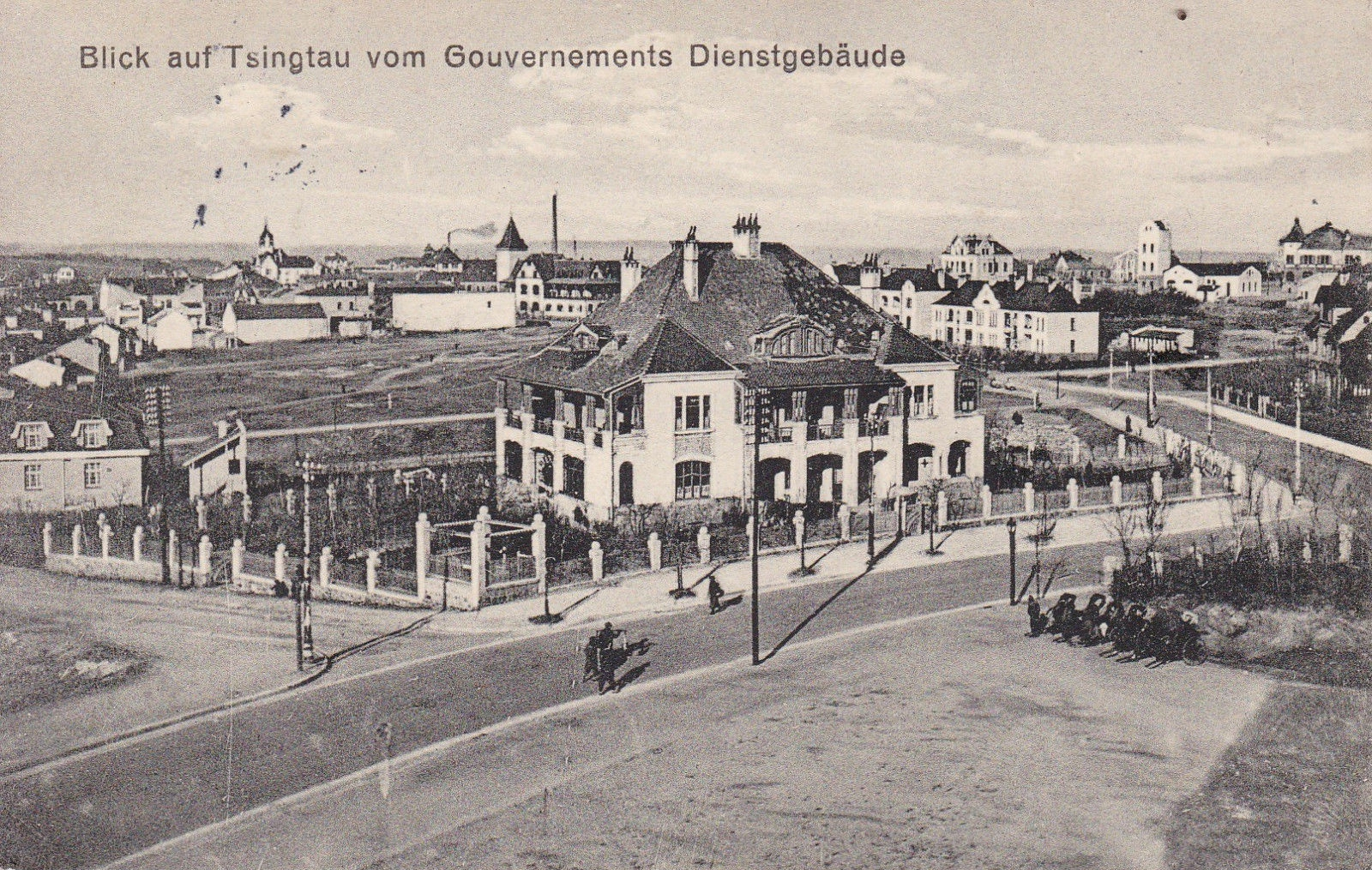
自胶澳总督府大楼俯瞰路德公寓等处

路德公寓胶澳总督府大楼西侧的坡地上，占地面积2700平方米，建筑面积1824.73平方米，地上2层，地下1层，带阁楼，砖木结构。正立面临街，朝向东北，对称式布局。花岗岩砌墙基，一楼中央为门庭，其上为木制敞廊，与两侧凸出的墙体形成虚实对比。屋顶为红瓦坡屋顶，占里面比例较大，正立面屋顶中央处开有老虎窗，老虎窗装饰有木雕花纹，强化中轴线效果。室内层高4米，木板地面，采光通风良好。一楼有4间带有外廊的客房，北侧为客厅和餐厅，地下室设有厨房，二楼设有2间套房和5个单人间。公寓外南侧为网球场，西侧设有车库。
在2014-2015年的翻修中，路德公寓屋顶原有的矩形红瓦全部被换成新制牛舌瓦，门廊等处原有的木制门窗全部被拆除更换，面向德县路的正门（最初为门廊）被封堵为窗户。翻修期间还曾在正门上方发现若槻医院的石匾。
路德公寓的设计图纸原件现由在纳米比亚的罗克格家族后人保存。

## 图集
- 德占时期明信片中的路德公寓
- 《接收青岛纪念写真》中的胶澳商埠工程事务所（路德公寓旧址）
- 翻修前的路德公寓旧址，2014年1月
- 翻修前的旧铁门及木制门窗
- 翻修期间的路德公寓，北侧，2014年9月
- 翻修后的旧铁门、被更换的窗框及被封堵的正门，2015年1月